# Jogvesztés kikötése
A polgári jogban a jogvesztés kikötése a szerződést biztosító mellékkötelezettségként a felek megállapodása abban, hogy szerződésszegés esetén a szerződésszegésért felelős fél elveszít valamilyen jogosultságot vagy kedvezményt - tipikusan részletfizetési lehetőséget, - amely a szerződés alapján megilletné.

## A korábbi Polgári Törvénykönyvben
Az 1959. évi IV. törvény 250. § (1) bek. szerint  "A felek írásban megállapodhatnak abban, hogy a szerződésszegésért felelős fél elveszít valamely jogot vagy kedvezményt, amely őt a szerződés alapján megilletné."

## A hatályos Polgári Törvénykönyvben
A 2013. évi V. törvény a szerződés megerősítésének eszközei között szabályozza  a jogvesztés kikötését, amely  továbbra is egy olyan jogintézmény marad, amely azzal ösztönzi a szerződés teljesítésére a feleket, hogy kiköti: a szerződésből eredő valamely jogot a szerződésszegő fél elveszíti. A túlzó kikötést a bíróság kérelemre mérsékelheti.

## Külső hivatkozások
- Nemzeti Jogszabálytár